# Mashava
Mashava este un oraș din Zimbabwe. Este un centru de exploatare al azbestului, acest lucru realizându-se prin intermediul a 3 mine: Gath's Mine, King Mine și Temeraire Mine.